# Przeszukiwanie grafu
Przeszukiwanie grafu lub inaczej przechodzenie grafu – czynność polegająca na odwiedzeniu w jakiś usystematyzowany sposób wszystkich wierzchołków grafu w celu zebrania potrzebnych informacji. Często podczas przejścia grafu rozwiązujemy już jakiś problem, ale przeważnie jest to tylko wstęp do wykonania właściwego algorytmu.
Powszechnie stosuje się dwie podstawowe metody przeszukiwania grafów:
- przeszukiwanie wszerz (BFS)
- przeszukiwanie w głąb (DFS)

Odrębnym zagadnieniem jest przechodzenie drzew, zwłaszcza binarnych, które jest niewątpliwie przeszukiwaniem grafu. Wyróżnia się trzy metody przechodzenia drzew, przy czym ostatnia metoda dotyczy tylko drzew binarnych:
- pre-order
- post-order
- in-order